# 短苞金黄柴胡
短苞金黄柴胡（学名：Bupleurum aureum var. breviinvolucratum）为伞形科柴胡属的变种。分布于中国大陆的新疆等地，一般生长在生长灌木林内或山坡林下，目前尚未由人工引种栽培。